# 풍장
풍장은 죽음에 이른 생물의 시신을 비나 바람에 맞히는 장례 의식을 말한다. 시체를 지상에 노출시켜 자연히 소멸시키는 장례법 혹은 사체의 처리방법이다.

## 같이 보기
- 수장
- 매장
- 화장
- 장례